# Discografia de Cheiro de Amor
A discografia de Cheiro de Amor, uma banda de brasileira, compreende em dezesseis álbuns de estúdio e oito álbuns ao vivo em uma carreira iniciada em 1985. Originalmente teve como vocalista Márcia Freire em uma fase mais regional e focada na mistura de samba-reggae e merengue, tendo sucessos como "Que Arerê", "Auê", "Rebentão", "Canto Ao Pescador", "Doce Obsessão" e "Lero-Lero". Entre 1996 e 2000 Carla Visi assumiu os vocais e a banda ganhou repercussão nacional ao focar no axé, extraindo sucessos como "Aviãozinho", "Quixabeira", "Ficar com Você", "A Dança da Sensual" e "Vai Sacudir, Vai Abalar". Entre 2001 e 2003 Márcia retomou os vocais após uma batalha judicial contra os empresários do Cheiro de Amor, porém a troca não foi bem aceita pelo público e a banda entrou em uma grave crise.
Em 2003 Alinne Rosa se torna vocalista e, após uma reestruturação, a banda consegue retomar o sucesso com músicas como "O Seu Adeus", "Amassadinho", "Dias de Sol" e "Caras e Bocas (Eu Só Liguei Pra Te Dizer)". Em 2014 Alinne deixa a banda e Vina Calmon assume os vocais. Em 2024 Vina deixa a banda, após dez anos e Raquel Tombesi assume os vocais.

## Álbuns

### Álbuns de estúdio
| Álbum             | Detalhes                                                                                    | Vendas      | Certificações     |
| ----------------- | ------------------------------------------------------------------------------------------- | ----------- | ----------------- |
| Pimenta de Cheiro | - Lançamento: 1987 - Formatos: CD - Gravadora: Universal • PolyGram                         |             |                   |
| Salassiê          | - Lançamento: 1988 - Formatos: CD - Gravadora: Universal • Polygram                         | - : 100.000 |                   |
| Festa             | - Lançamento: 1989 - Formatos: CD - Gravadora: Universal • PolyGram                         |             |                   |
| Suingue           | - Lançamento: 3 de janeiro de 1990 - Formatos: CD - Gravadora: Universal • PolyGram         |             |                   |
| É o Ouro          | - Lançamento: 5 de janeiro de 1991 - Formatos: CD - Gravadora: Universal • PolyGram         |             |                   |
| Bahia             | - Lançamento: 20 de dezembro de 1992 - Formatos: CD - Gravadora: Universal • PolyGram       |             |                   |
| Adrenalina        | - Lançamento: 12 de novembro de 1993 - Formatos: CD - Gravadora: Universal • PolyGram       |             |                   |
| Fantasia          | - Lançamento: 13 de maio de 1994 - Formatos: CD - Gravadora: Universal • PolyGram           |             |                   |
| Agitando Todas    | - Lançamento: 1 de maio de 1995 - Formatos: CD - Gravadora: Universal • PolyGram            |             |                   |
| É Demais Meu Rei  | - Lançamento: 18 de junho de 1996 - Formatos: CD - Gravadora: Universal • PolyGram          | - 300.000   |                   |
| Me Chama          | - Lançamento: 15 de abril de 1998 - Formatos: CD - Gravadora: Universal • PolyGram          | - 300.000   | - PMB: 2× Platina |
| Tô na Multidão    | - Lançamento: 20 de janeiro de 2001 - Formatos: CD - Gravadora: Som Livre                   |             |                   |
| Ballet de Rua     | - Lançamento: 25 de janeiro de 2002 - Formatos: CD - Gravadora: Indie                       |             |                   |
| De Bem com a Vida | - Lançamento: 2 de dezembro de 2004 - Formatos: CD - Gravadora: EMI                         |             |                   |
| Tudo Mudou de Cor | - Lançamento: 26 de dezembro de 2006 - Formatos: CD, download digital - Gravadora: EMI      |             |                   |
| Flores            | - Lançamento: 2 de agosto de 2013 - Formatos: CD, download digital - Gravadora: Radar       |             |                   |
| Arraiá do Cheiro  | - Lançamento: 28 de abril de 2023 - Formatos: download digital - Cheiro Produções           |             |                   |
| Arraiá do Cheiro  | - Lançamento: 9 de abril de 2025 - Formatos: download digital - Gravadora: Cheiro Produções |             |                   |

### Álbuns ao vivo
| Álbum                       | Detalhes                                                                                     | Vendas      | Certificações  |
| --------------------------- | -------------------------------------------------------------------------------------------- | ----------- | -------------- |
| Cheiro de Amor - Ao Vivo    | - Lançamento: 30 de agosto de 1993 - Formatos: CD - Gravadora: Universal • PolyGram          |             |                |
| Cheiro de Amor - Ao Vivo II | - Lançamento: 5 de maio de 1997 - Formatos: CD - Gravadora: Universal • PolyGram             | - 1.500.000 | - PMB: Platina |
| Cheiro de Festa Ao Vivo     | - Lançamento: 21 de julho de 1999 - Formatos: CD - Gravadora: Universal • PolyGram           | - 300.000   |                |
| Adrenalyne Pura             | - Lançamento: 18 de dezembro de 2003 - Formatos: CD - Gravadora: Independente                |             |                |
| Cheiro de Amor - Ao Vivo    | - Lançamento: 25 de agosto de 2005 - Formatos: CD, download digital - Gravadora: EMI         |             | - PMB: Ouro    |
| Cheiro de Amor Acústico     | - Lançamento: 15 de novembro de 2008 - Formatos: CD, download digital - Gravadora: Universal | - 25.000    |                |
| Axé Mineirão                | - Lançamento: 14 de agosto de 2010 - Formatos: CD, download digital - Gravadora: Universal   |             |                |
| Cheiro de Amor nas Águas    | - Lançamento: 31 de outubro de 2014 - Formatos: CD, download digital - Gravadora: Sony       |             |                |
| Cheiro 45 Anos              | - Lançamento: 2 de maio de 2025 - Formatos: download digital - Gravadora: Cheiro Produções   |             |                |

### Extended plays(EPs)
| Álbum                  | Detalhes                                                                                           |  |
| ---------------------- | -------------------------------------------------------------------------------------------------- |  |
| Jardim Delirante       | - Lançamento: 27 de janeiro de 2017 - Formatos: CD, Download digital - Gravadora: Cheiro Produções |  |
| O Axé É a Nossa Praia" | - Lançamento: 23 de janeiro de 2023 - Formatos: Download digital - Gravadora: Cheiro Produções     |  |

### Coletâneas
| Álbum                            | Detalhes                                                                                    |
| -------------------------------- | ------------------------------------------------------------------------------------------- |
| Minha História                   | - Lançamento: 1993 - Formatos: CD - Gravadora: Polygram                                     |
| Personalidade                    | - Lançamento: 1994 - Formatos: CD - Gravadora: Polygram                                     |
| Obras Primas                     | - Lançamento: 1995 - Formatos: CD - Gravadora: Polygram                                     |
| As Melhores Músicas              | - Lançamento: 1997 - Formatos: CD - Gravadora: Mercury                                      |
| Millenium                        | - Lançamento: 1998 - Formatos: CD - Gravadora: Polygram                                     |
| Sem Limite                       | - Lançamento: 2001 - Formatos: CD - Gravadora: Universal                                    |
| Axé Bahia                        | - Lançamento: 2006 - Formatos: CD - Gravadora: Universal                                    |
| Vina Calmon Canta Cheiro de Amor | - Lançamento: 15 de maio de 2014 - Formatos: CD - Gravadora: Independente                   |
| Prazer, Eu Sou o Cheiro          | - Lançamento: 24 de maio de 2024 - Formatos: download digital - Gravadora: Cheiro Produções |

### Álbuns de vídeo
| Álbum                    | Detalhes                                                                                     | Certificações |
| ------------------------ | -------------------------------------------------------------------------------------------- | ------------- |
| Cheiro de Amor - Ao Vivo | - Lançamento: 25 de agosto de 2005 - Formatos: CD, download digital - Gravadora: EMI         | - PMB: Ouro   |
| Cheiro de Amor Acústico  | - Lançamento: 15 de novembro de 2008 - Formatos: CD, download digital - Gravadora: Universal |               |
| Axé Mineirão             | - Lançamento: 14 de agosto de 2010 - Formatos: CD, download digital - Gravadora: Universal   |               |
| Cheiro de Amor nas Águas | - Lançamento: 31 de outubro de 2014 - Formatos: CD, download digital - Gravadora: Sony       |               |
| Cheiro 45 Anos           | - Lançamento: 2 de maio de 2025 - Formatos: download digital - Gravadora: Cheiro Produções   |               |

## Singles

### Como artista principal
| Título                              | Ano  | Álbum                           |
| ----------------------------------- | ---- | ------------------------------- |
| "Baby" (Pablo part. Cheiro de Amor) | 2013 | A Voz Romântica: Arrocha Brasil |

| Título                                  | Ano  | Outro(s) artista(s)                                                                                                 | Álbum              |
| --------------------------------------- | ---- | --- | ------------------ |
| "Lambada do Remelexo"                   | 1989 | — | Lambahia           |
| "Boca Da Noite"                         | 1993 | — | Reggae por Nós     |
| "Macarena"                              | 1994 | — | Verão 94           |
| "Qualquer Coisa"                        | 1996 | — | Axê Caê!           |
| "Tropicália"                            | 1996 | Banda Eva, Asa de Águia, Netinho, Ara Ketu, Gera Samba, Ricardo Chaves, Olodum, Timbalada, BamdaMel e Márcia Freire | Axê Caê!           |
| "Coração Bobo"                          | 1996 | — | Forrobodó          |
| "Geléia Geral"                          | 1997 | — | Tropicália 30 Anos |
| "Festa Brasileira"                      | 1998 | Banda Eva, Netinho, É o Tchan! e Zeca Pagodinho                                                                     | Festa Brasileira   |
| "Canto pro Mar"                         | 1998 | — | Brasil: Toquinho   |
| "É Amor"                                | 1999 | — | Axé Bahia 1999     |
| "Dança do Coco"                         | 1999 | — | Ah! Eu Tô Maluco!  |
| "É que Nessa Encarnação Eu Nasci Manga" | 2001 | — | Axé Bahia 2001     |
| "Fruta Fresca"                          | 2001 | — | Bailão & Forró     |